# Pierre Rolland
Pierre Rolland (* 10. Oktober 1986 in Gien) ist ein ehemaliger französischer Radrennfahrer. Er ist zweimaliger Etappensieger der Tour de France.

## Karriere
Pierre Rolland fuhr er am Ende der Saison 2006 bei dem französischen UCI ProTeam Crédit Agricole als Stagiaire und erhielt dort im Folgejahr einen Profivertrag. Er galt als eine der französischen Radsporthoffnungen für die Zukunft und bestätigte seine Qualitäten als Kletterer durch den Gewinn der Bergwertung Critérium du Dauphiné Libéré 2008.
Zu Beginn der Saison 2009 wechselte Rolland nach Auflösung des Teams Crédit Agricole zum französischen ProTeam Bbox Bouygues Télécom, welches später Team Europcar hieß. Während der Tour de France 2011 unterstützte Rolland seinen Teamkapitän Thomas Voeckler bei der Verteidigung des Gelben Trikots. Er selbst entschied die 19. Etappe nach L’Alpe d’Huez für sich, beendete die Tour als Zehnter und gewann das Weiße Trikot des besten Nachwuchsfahrers. Bei der Tour de France 2012 gewann Rolland die 11. Etappe nach La Toussuire, nachdem er sich aus einer früh gebildeten Spitzengruppe elf Kilometer vor der Bergankunft abgesetzt hatte und wurde am Ende Achter der Gesamtwertung. 2013 gewann Pierre Rolland die Gesamtwertung und eine Etappe des Circuit Cycliste Sarthe, belegte Platz 3 bei Paris–Camembert und Platz 10 beim Giro del Trentino. 2014 gelang Rolland seine beste Platzierung bei einer Grand Tour mit dem Rang vier beim Giro d’Italia 2014. Bei der Tour de France verpasste er mit Platz 11 knapp die Top Ten. 2015 gewann er die Gesamtwertung und eine Etappe der Vuelta a Castilla y León und beendete die Tour de France auf dem zehnten Gesamtplatz. In Folgejahr konnte er Platz 10 bei dem Critérium du Dauphiné und Platz 16 bei der Tour de France erwirken. 2017 entschied er die 17. Etappe des Giro d’Italia und eine Etappe bei der Route du Sud für sich. 2018 konnte er außer dem achten Platz beim Critérium du Dauphiné keine weiteren Platzierungen erreichen. Rolland wechselte 2019 zum UCI ProTeam Vital Concept-B&B Hotels und konnte siebte Plätze beim CRO Race, der Tour du Limousin und bei der Burgos-Rundfahrt erzielen. 2020 gewann er die Gesamtwertung, eine Etappe und alle Sonderwertungen der Tour de Savoie Mont-Blanc und belegte Platz 18 bei der Tour de France. 2021 gewann er eine Etappe bei der Tour du Rwanda und 2022 gelang ihm bei der Critérium du Dauphiné die Wertung in der Bergwertung als Erster zu beenden. Nach der Saison 2022 beendete er seine Profikarriere.
Im Januar 2023 gab er bekannt, dass er als Berater für die L’Équipe TV arbeiten werde.

### Dopingverdacht
Beim Critérium du Dauphiné 2013 wurden Rolland und sein Team kritisiert, da bei einer Gesundheitskontrolle des Mouvement Pour un Cyclisme Crédible (MPCC) ein auffälliger Kortisonwert gemessen wurde, der ein Indiz für Doping oder Gesundheitsprobleme sein kann und nach den freiwilligen Regeln der MPCC-Teams zu einer Selbstsuspendierung für acht Tage hätte führen müssen.

## Erfolge
2006
- Prix d’Armorique (U23)

2007

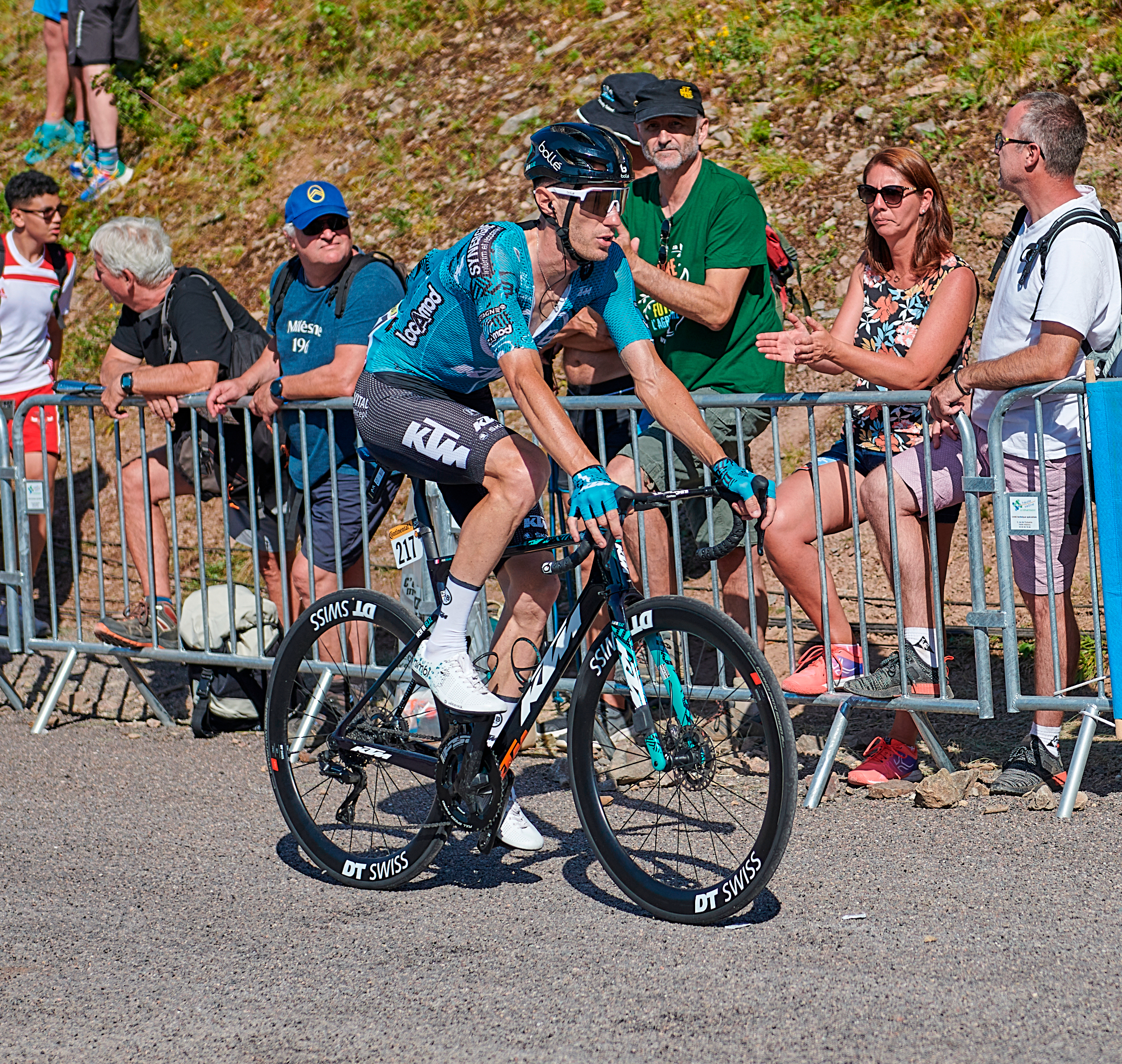
Pierre Rolland bei 7. Etappe der Tour de France 2022

- eine Etappe La Tropicale Amissa Bongo Ondimba
- eine Etappe Tour du Limousin

2008
- Bergwertung Critérium du Dauphiné Libéré

2010
- eine Etappe Circuit de Lorraine

2011
- eine Etappe und  Nachwuchswertung Tour de France

2012
- eine Etappe Étoile de Bessèges
- eine Etappe Tour de France

2013
- Gesamtwertung, eine Etappe, Punktewertung und Bergwertung Circuit Cycliste Sarthe

2015
- Gesamtwertung und eine Etappe Vuelta a Castilla y León

2017
- Sprintwertung Katalonien-Rundfahrt
- eine Etappe Giro d’Italia
- eine Etappe Route du Sud

2020
- Gesamtwertung und eine Etappe Tour de Savoie Mont-Blanc

2021
- eine Etappe Tour du Rwanda

2022
- Bergwertung Critérium du Dauphiné

## Grand Tours-Platzierungen
| Grand Tour            | 2009 | 2010 | 2011 | 2012 | 2013 | 2014 | 2015 | 2016 | 2017 | 2018 | 2019 | 2020 | 2021 | 2022 |
| --------------------- | ---- | ---- | ---- | ---- | ---- | ---- | ---- | ---- | ---- | ---- | ---- | ---- | ---- | ---- |
| Giro d’ItaliaGiro     | –    | –    | –    | –    | –    | 4    | –    | –    | 22   | –    | –    | –    | –    | –    |
| Tour de FranceTour    | 21   | 58   | 10   | 8    | 24   | 11   | 10   | 16   | 54   | 27   | –    | 18   | 51   | 68   |
| Vuelta a EspañaVuelta | –    | DNF  | –    | –    | –    | –    | 50   | 50   | –    | 56   | –    | –    | –    | –    |